# Герб Сейшала
Ге́рб Сейша́ла — офіційний символ міста Сейшал, Португалія. Використовується як територіальний герб. У червоному щиті синя мулета з золотою оправою, синіми щоглами і срібними вітрилами. Вона пливе праворуч по воді, зображеній трьома хвилястими смугами, що перетинають підніжжя щита, — двома синіми і однію срібною. В основі щита срібна галька з чорними контурами. У главі щита золоті молот, тесло і сокира, схрещені руків'ями. Щит увінчує срібна мурована міська корона з п'ятьма вежами.  Під щитом біла стрічка, на якій великими літерами напис португальською: «Seixal» (Сейшал).  Офіційно затверджений 2 липня 1993 року. Створений на основі попереднього містечкового герба, ухваленого 4 липня 1940 року. 

## Галерея

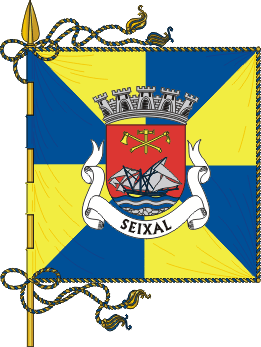
Прапор